# Asimina obovata
Asimina obovata, азиміна великоквіткова - є чагарником або невеликим деревом із сімейства Анонових.

## Опис
Це ендемік Флориди, де зустрічається на відкритих піщаних полях і в сухих лісах.  Ефектні білі квіти з'являються в кінці зими до початку літа утворюються великими зелені їстівні плоди. Разом з іншими представниками роду, вона служить рослиною-господарем для метелика зебрового махаона та молі лапа-сфінкса 

## Галерея

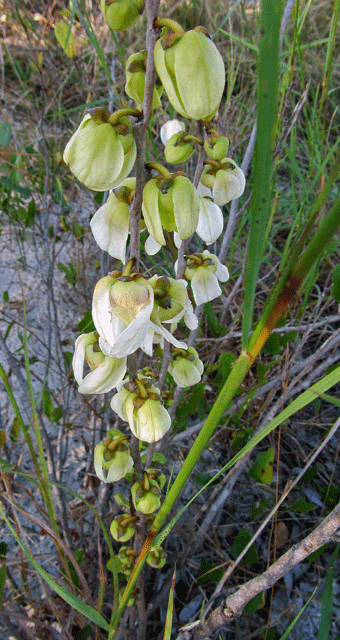
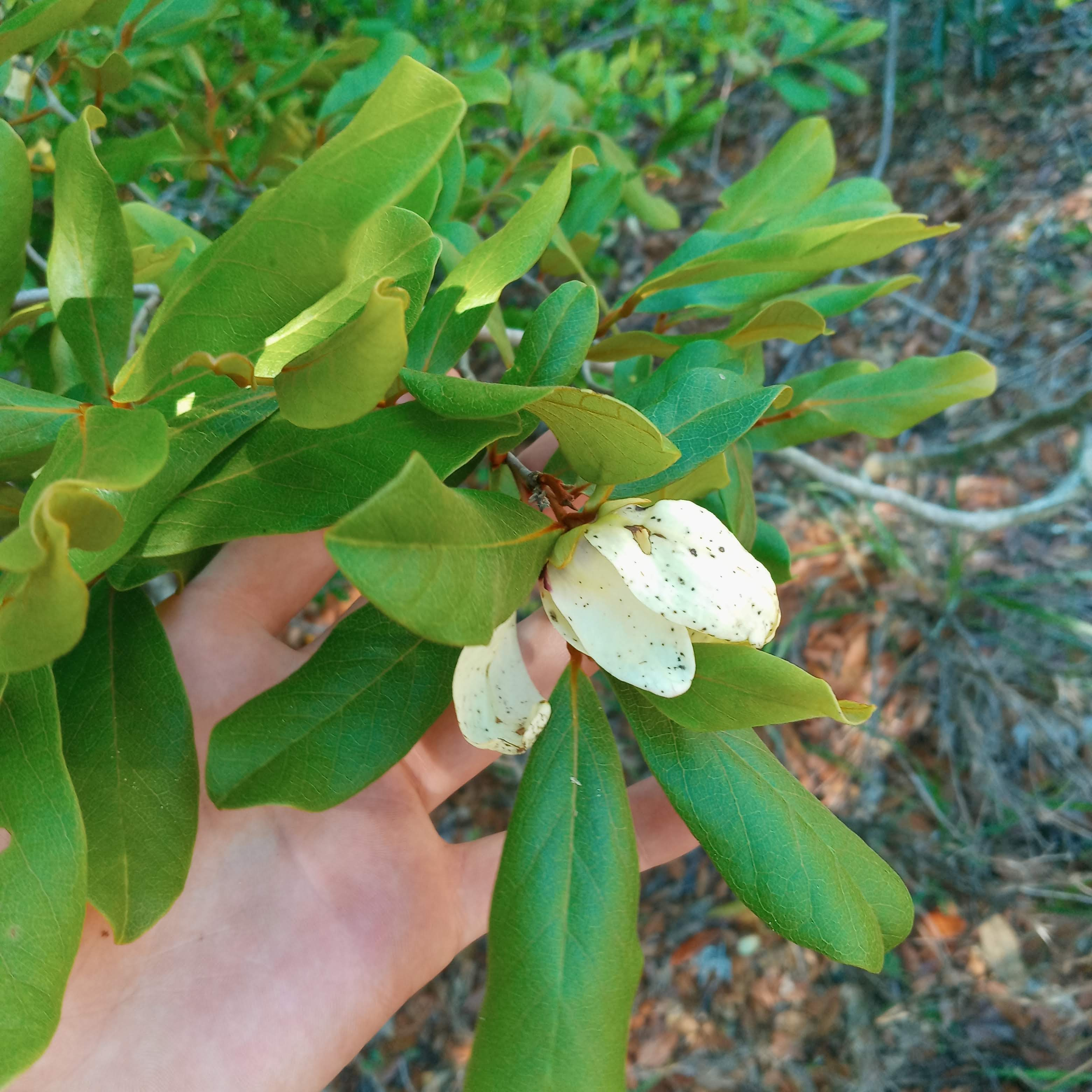
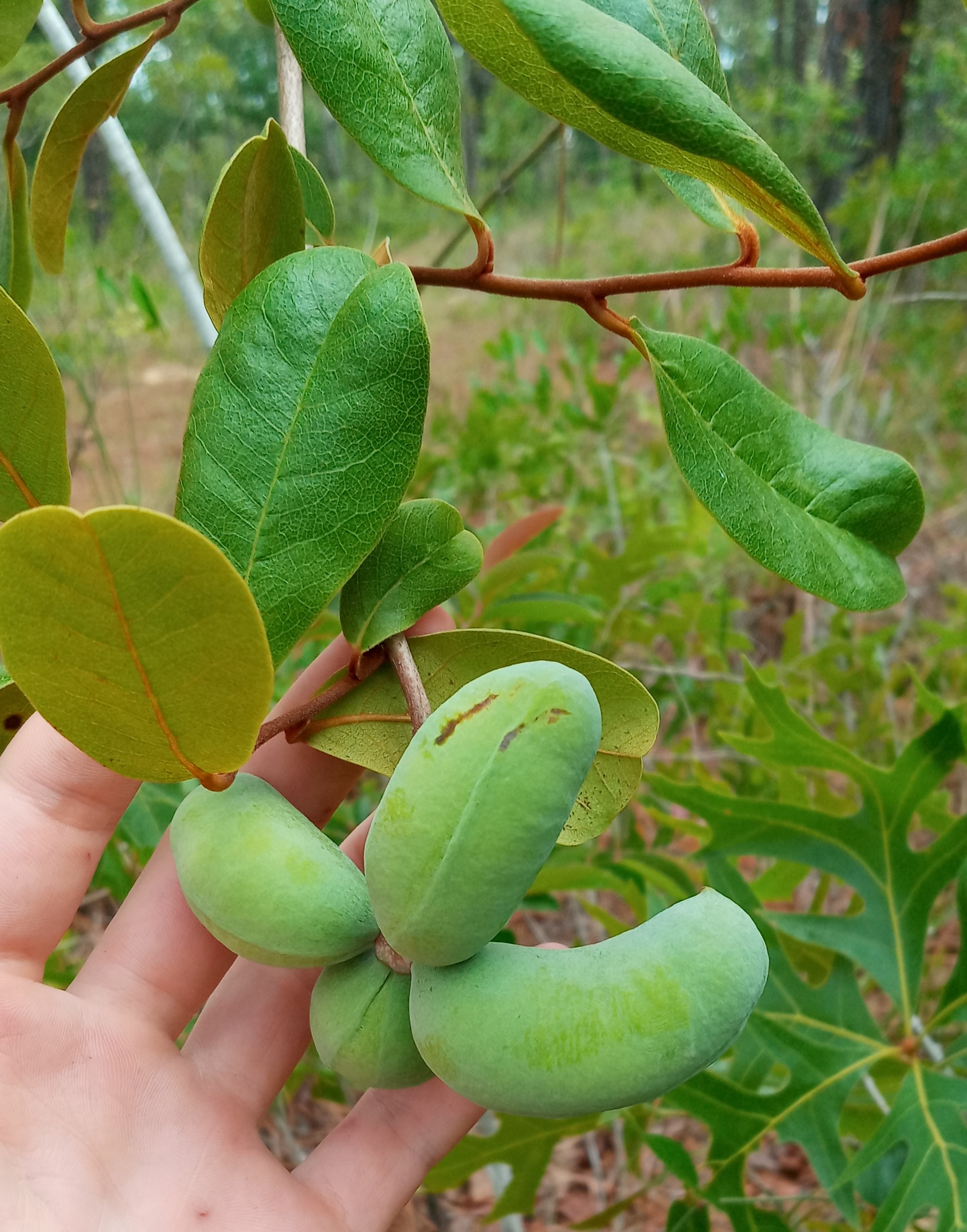
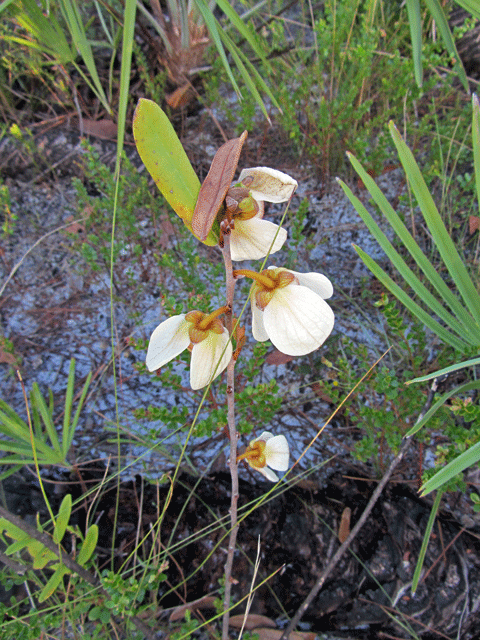